# Seven Sisters (musikalbum av Meja)
Seven Sisters är Mejas andra studioalbum, utgivet den 5 februari 1998 av skivbolaget Columbia Records. På albumet återfinns hitlåten All 'Bout the Money.

## Låtlista
| 1.           | Daughter of Mornin'        | Douglas Carr, Janne Taneli-Juntilla, Meja | Carr                 | 2:31  |
| 2.           | Luxury                     | Carr, Taneli-Juntilla, Meja               | Carr                 | 3:24  |
| 3.           | Pop & Television           | Carr, Meja                                | Carr                 | 3:25  |
| 4.           | All 'Bout the Money        | Carr, Meja                                | Carr                 | 2:52  |
| 5.           | Beautiful Girl             | Jonas "Joker" Berggren, Carr, Meja        | Carr, John Amatiello | 3:33  |
| 6.           | Lay Me Down                | Tom Kelly, Billy Steinberg, Meja          | Carr                 | 2:54  |
| 7.           | Intimacy                   | Steinberg, Rick Nowels, Neil Geraldo      | Carr, Amatiello      | 3:53  |
| 8.           | Too Many Nights Late       | Carr, Meja                                | Carr, Amatiello      | 3:07  |
| 9.           | Do the Angels Have a Home? | Jörgen Elofsson, Lars Karlsson            | Carr, Meja           | 4:00  |
| 10.          | Caught Up in the Middle    | Carr, Meja                                | Carr                 | 3:50  |
| 11.          | Lullaby Song               | Carr, Taneli-Juntilla, Meja               | Carr                 | 2:39  |
| 12.          | Seven Sisters Road         | Carr, Taneli-Juntilla, Teresa Cox, Meja   | Carr                 | 3:32  |
| Total längd: | Total längd:               | Total längd:                              | Total längd:         | 39:40 |

| 13. | How Crazy Are You? | Carr, Taneli-Juntilla | Carr | 3:32 |

## Listplaceringar
| Lista (1998–1999) | Topplacering |
| ----------------- | ------------ |
| Finland           | 40           |
| Norge             | 1            |
| Sverige           | 8            |

### Fotnoter
1. ↑  ”Seven Sisters” (på engelska). Svensk meidedatabas. 11 mars 1998. https://smdb.kb.se/catalog/id/001516273. Läst 16 oktober 2017.
2. ↑  ”Seven Sisters” (på engelska). Finnishcharts. 11 mars 1998. http://finnishcharts.com/showitem.asp?interpret=Meja&titel=Seven+Sisters&cat=a. Läst 16 oktober 2017.
3. ↑  ”Seven Sisters” (på engelska). Norwegiancharts. 11 mars 1998. http://norwegiancharts.com/showitem.asp?interpret=Meja&titel=Seven+Sisters&cat=a. Läst 16 oktober 2017.
4. ↑  ”Seven Sisters” (på engelska). Swedishcharts. 11 mars 1998. http://swedishcharts.com/showitem.asp?interpret=Meja&titel=Seven+Sisters&cat=a. Läst 16 oktober 2017.